# Myzostoma
Myzostoma is een geslacht van borstelwormen uit de familie Myzostomatidae. 
De wetenschappelijke naam werd in 1836 voor het eerst geldig gepubliceerd door Friedrich Sigismund Leuckart. De borstelwormen uit dit geslacht die Leuckart vermeldde waren parasieten van haarsterren; hij vermeldde met name Comatula multiradiata (= Comaster multifidus) en Comatula mediterranea (= Antedon mediterranea) als gastheer.
Er zijn meer dan honderd soorten beschreven in dit geslacht. Ze leven parasitair of commensaal op zeelelies, meer in het bijzonder op haarsterren. Myzostoma komen bijna wereldwijd voor; de warme wateren van de Indopacifische oceaan vertonen de grootste soortenrijkdom. Daar komen ze vooral voor in koraalriffen, waar haarsterren zich vaak ophouden. Er zijn slechts weinig soorten gevonden in kouder water.
De meeste soorten kunnen zich verplaatsen op hun gastheer; vaak imiteren ze de structuur en kleuren van hun gastheer (mimicry). Andere soorten zijn sessiel en verblijven nabij een geschikte "voedingsplaats", soms leven ze in de ingewanden van hun gastheer.